# West San Jose School
La West San Jose School – également appelée History and Literary Arts Building – est une école américaine à Albuquerque, dans le comté de Bernalillo, au Nouveau-Mexique. Construite en 1936-1937 dans le style Pueblo Revival, elle est inscrite au New Mexico State Register of Cultural Properties depuis le 27 septembre 1996 ainsi qu'au Registre national des lieux historiques depuis le 22 novembre 1996.